# لحسن حداد
لحسن حداد (ولد في 16 مارس سنة 1960، أبي الجعد) سياسي و أستاذ جامعي مغربي، عضو في حزب الحركة الشعبية. يشغل منصب وزير السياحة في حكومة بنكيران، منذ 3 يناير 2012 وبقي في هذا المنصب إلى غاية سنة 2017.

## مساره الأكاديمي
نال لحسن حداد شهادة الإجازة من جامعة محمد بن عبد الله بفاس سنة 1982، ثم شهادة الدراسات الجامعية العليا في شعبة الدراسات الأنغلو أمريكية من جامعة محمد الخامس بالرباط سنة 1984 قبل أن يختم مساره الدراسي في المغرب بشهادة دكتوراه السلك الثالث في العلوم الإنسانية سنة 1987، بنفس الجامعة. انتقل بعد ذلك إلى الولايات المتحدة الأمريكية حيث حاز على دكتوراه الدولة في العلوم الاجتماعية من جامعة إنديانا (سنة 1993) و شهادة الأستاذية (ماستر) في تسيير المقاولات من جامعة سانت توماس بنيويورك سنة 1999.

اشتغل حداد في المجال الجامعي كأستاذ أو مدير برامج في مجموعة من المؤسسات كجامعة محمد الخامس (منذ سنة 1984) و جامعة إنديانا (بين 1989 و1993) و جامعة الأخوين (بين 1994 و1997) و جامعة فيرمونت الأمريكية (منذ سنة 2001).

## مساره المهني
اشتغل حداد كخبير دولي في الدراسات الاستراتيجية و التدبير في مجموعة من المؤسسات كالبنك الدولي والوكالة الأمريكية للتنمية الدولية وبرنامج الأمم المتحدة الإنمائي والوكالة اليابانية للتعاون الدولي. من أهم مجالات اشتغالاته المهنية: التربية، المنظمات غير الحكومية، الديمقراطية و الحكامة إضافة إلى محاربة الفقر و الهشاشة و تشغيل الأطفال.

## مساره السياسي
كان لحسن حداد من مهندسي البرامج الانتخابية لحزب الحركة الشعبية، خصوصا في بعدها الاقتصادي، و يعتبر من الجيل الجديد داخل هذا الحزب. هو عضو في الأمانة العامة للحزب و بعد انتخابه في برلمان 2011، عن دائرة خريبكة، عين وزيرا للسياحة عن حزب الحركة الشعبية في حكومة عبد الإله بنكيران.